# Помезания

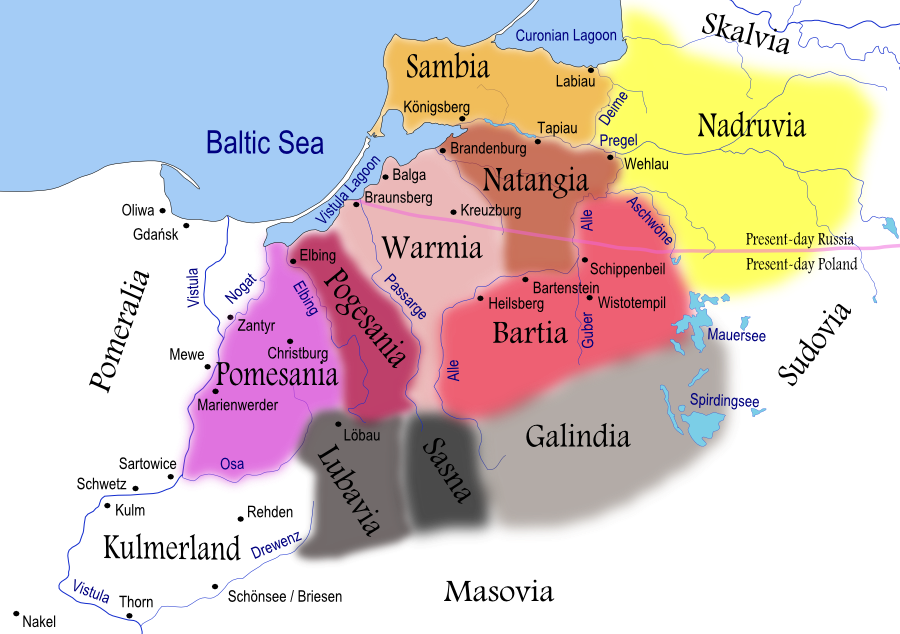
Прусские земли в XIII веке

Помезания (нем. Pomesanien, пол. Pomezania) — историческая область в Пруссии. Одна из областей (нем. gaue), на которые делилась провинция Западная Пруссия до реформы Фридриха Великого. В настоящее время составляет часть Поморского и Варминско-Мазурского воеводств Польши. Название происходит от прусского Pomedian со значением «Полесье». В XIII—XIV веках Помезания делилась на 10 областей.

## География
Включала в себе территории по правому берегу Вислы от Грауденца до Эльбинга, затем входила в состав германской провинции Западная Пруссия. Находилась к северу от Хелминской земли, к юго-западу от Погезании.
Во время появления крестоносцев западная граница Помезании проходила по Висле, северная — по Ногате до озера Друзин, на юге — по густым лесам над рекой Оссой, Древенцем и Древенцким озером. Восточная граница определяется по-разному, Генрик Ловмянский проводил её к западу от Паслеки и Замброха.
Важнейшие города: Мариенбург (пол. Мальборк), Мариенвердер (пол. Квидзын), Эйлау (пол. Илава).

## История
С 1243 года Помезания составляла епархию, подчинявшуюся архиепископу рижскому. С 1524 года возглавлялась лютеранскими епископами. В 1587 году епархия была упразднена, сохранившиеся католические приходы вошли в епархию Кульма.